# Els Alamús
Alamús, tiếng Catalan: Els Alamús là một đô thị trong tỉnh Lleida, cộng đồng tự trị Cataluña Tây Ban Nha. Đô thị Els Alamús có diện tích là 20,21 ki-lô-mét vuông, dân số năm 2009 là 759 người với mật độ 36,57 người/km². Đô thị Els Alamús có cự ly 10,8 km so với tỉnh lỵ Lleida.